# Othello (Washington)
Othello is een plaats (city) in de Amerikaanse staat Washington, en valt bestuurlijk gezien onder Adams County.

## Demografie
Bij de volkstelling in 2000 werd het aantal inwoners vastgesteld op 5847.
In 2006 is het aantal inwoners door het United States Census Bureau geschat op 6293, een stijging van 446 (7,6%).

## Geografie
Volgens het United States Census Bureau beslaat de plaats een oppervlakte van
7,8 km², geheel bestaande uit land. Othello ligt op ongeveer 323 m boven zeeniveau.

## Plaatsen in de nabije omgeving
De onderstaande figuur toont nabijgelegen plaatsen in een straal van 32 km rond Othello.